# Minas de Corrales

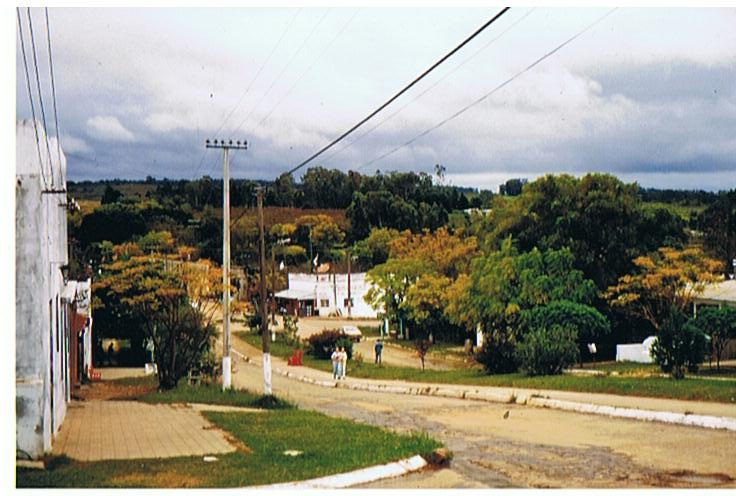
Calle de Minas de Corrales

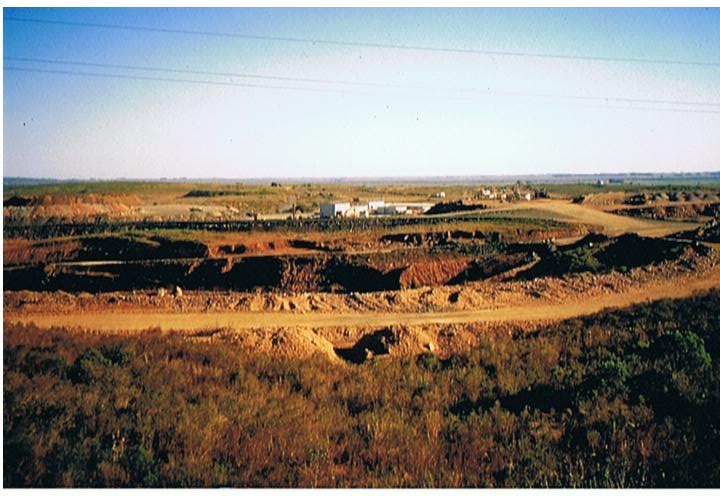
Mina San Gregorio en Minas de Corrales

Minas de Corrales es una villa de Uruguay, ubicada en el departamento de Rivera, sobre las costas del arroyo Corrales, en el empalme de las rutas 28 y 29, a 95 km de la capital departamental Rivera. Su población, de acuerdo a los datos del censo de 2011, es de 3 788 habitantes. Es además sede del municipio homónimo.

## Historia
Su nombre deriva de las minas de distintas colonias españolas minerales que se encuentran en la zona y de los corrales de piedra creados en el siglo XIX, utilizados para retener el ganado. La localidad surgió en 1878, cuando se instaló en la zona la "Compañía Francesa de Minas de Oro del Uruguay".
Las minas fueron explotadas desde 1879 hasta 1939. En 1908 comenzó la explotación subterránea. Sin embargo, según los pocos documentos conservados de la época, ya durante los años 1911-14 la compañía minera trabajaba con déficit. La mineralización aurífera se encuentra en vetas de cuarzo de espesor muy variable: hasta 30 metros en la Mina San Gregorio, hasta 10 metros en Zapucay. A veces el oro va acompañado con pirita, calcopirita o galena. La roca de caja consiste de material granítico; en Zapucay de esquistos cloriticos.
La localidad fue declarada pueblo por Ley 7.299 de 9 de noviembre de 1920 y finalmente elevado de pueblo a villa por Ley 16.669 de 13 de diciembre de 1994.
En la década de 2000 la actividad minera se reinició en el departamento, sobre todo la búsqueda de oro, para exportación.
Minas de Corrales posee además la mejor infraestructura de los pueblos del interior de Rivera. Personas de todo el país y de otros países trabajando en las minas de oro de Corrales, incluyendo personas de Tranqueras y Vichadero que van a buscar trabajo en Corrales.

## Atractivos
A 12 kilómetros de Minas de Corrales se encuentran las ruinas de la Represa de Cuñapirú, la misma fue la primera en todo el continente americano, y suministraba el poder eléctrico para la explotación minera. Allí también se encontró la planta de procesamiento del mineral de las minas San Gregorio y Santa Ernestina. El transporte de las minas hasta la planta se efectuó por medio de un aerocarril, muy moderno para su tiempo. Dichas ruinas son hoy un importante punto turístico dentro del departamento de Rivera.
También las bocaminas antiguas pueden ser visitadas a través de diferentes propuestas de tours.
En el Pueblo existe un hotel antiguo con temática minera que ofrece diferentes propuestas turísticas.

## Población
Según el censo del año 2011 la villa cuenta con una población de 3 788 habitantes.
| 2 793         | 1 377 | 2 426 | 2 938 | 3 444 | 3 788 |
| (Fuente: INE) |       |       |       |       |       |

## El municipio
Por Ley 18.653 del 15 de marzo de 2010 se crea el municipio de Minas de Corrales perteneciente al departamento de Rivera comprendiendo al distrito electoral HDB de ese departamento.
El municipio comprende la planta urbana de Minas de Corrales cuyos límites son: el arroyo Cadete desde su nacimiento en el Cerro la Calera hasta su barra en el Cuñapirú; desde este punto hasta la barra del Corrales; luego hasta la barra del arroyo Calera o Galván hasta su nacimiento en el Cerro la Calera.

## Economía
Una de las principales actividades económicas de la zona es la minería. Desde la década de los 90 surgieron además explotaciones forestales, y a ello se suma la tradicional explotación ganadera que se desarrolla desde sus inicios.

## Gobierno
En el primer período como municipio, la villa eligió a Jesús Cuadro como alcalde, perteneciente a la lista 15000C. Este dejó el cargo a principio de 2015, para poder participar en las elecciones por la reelección. El alcalde electo fue el candidato José "Tixxe" González y asumió el puesto el 8 de julio de 2015 hasta 2020. Quien renunció para participar en las elecciones municipales de 2020;asumiendo el 7 de febrero de 2020 Richar Correa, alcalde hasta la actualidad, donde deberá traspasar el gobierno a José "Tixxe" González quien resultó reelecto el 27 de septiembre de 2020. Ambos pertenecen a la misma colectividad política y comparecieron juntos en los dos períodos electorales.

## Personalidades
- Edgar Borges Olivera, futbolista que jugó en Uruguay, Francia y Chile.
- Charles Carrera, abogado y político, nació aquí.
- Eduardo Darnauchans, músico y cantautor, vivió su infancia aquí.